# Ust-Kalmanka
Ust-Kalmanka (russisch Усть-Калма́нка) ist ein Dorf (selo) in der Region Altai (Russland) mit 6371 Einwohnern (Stand 14. Oktober 2010).

## Geographie
Der Ort liegt etwa 140 km Luftlinie südlich des Regionsverwaltungszentrums Barnaul in der Voraltaiebene (Predaltaiskaja rawnina), am rechten Ufer des Ob-Nebenflusses Tscharysch bei der Einmündung seines rechten Zuflusses Kalmanka. Der Ortsname bedeutet daher „Kalmanka-Mündung“.
Ust-Kalmanka ist Verwaltungssitz des Rajons Ust-Kalmanski sowie Sitz der Landgemeinde Ust-Kalmanski selsowet, zu der neben dem Dorf Ust-Kalmanka noch die Siedlung Nowy Tscharysch gehört.

## Geschichte
Das Dorf wurde 1732 von aus Zentralrussland geflohenen Altorthodoxen gegründet. 1935 wurde Ust-Kalmanka Zentrum eines Rajons.

### Bevölkerungsentwicklung
| Jahr | Einwohner |
| ---- | --------- |
| 1939 | 6313      |
| 1959 | 5830      |
| 1970 | 6524      |
| 1979 | 6653      |
| 1989 | 6927      |
| 2002 | 6712      |
| 2010 | 6371      |

Anmerkung: Volkszählungsdaten

## Bauwerke

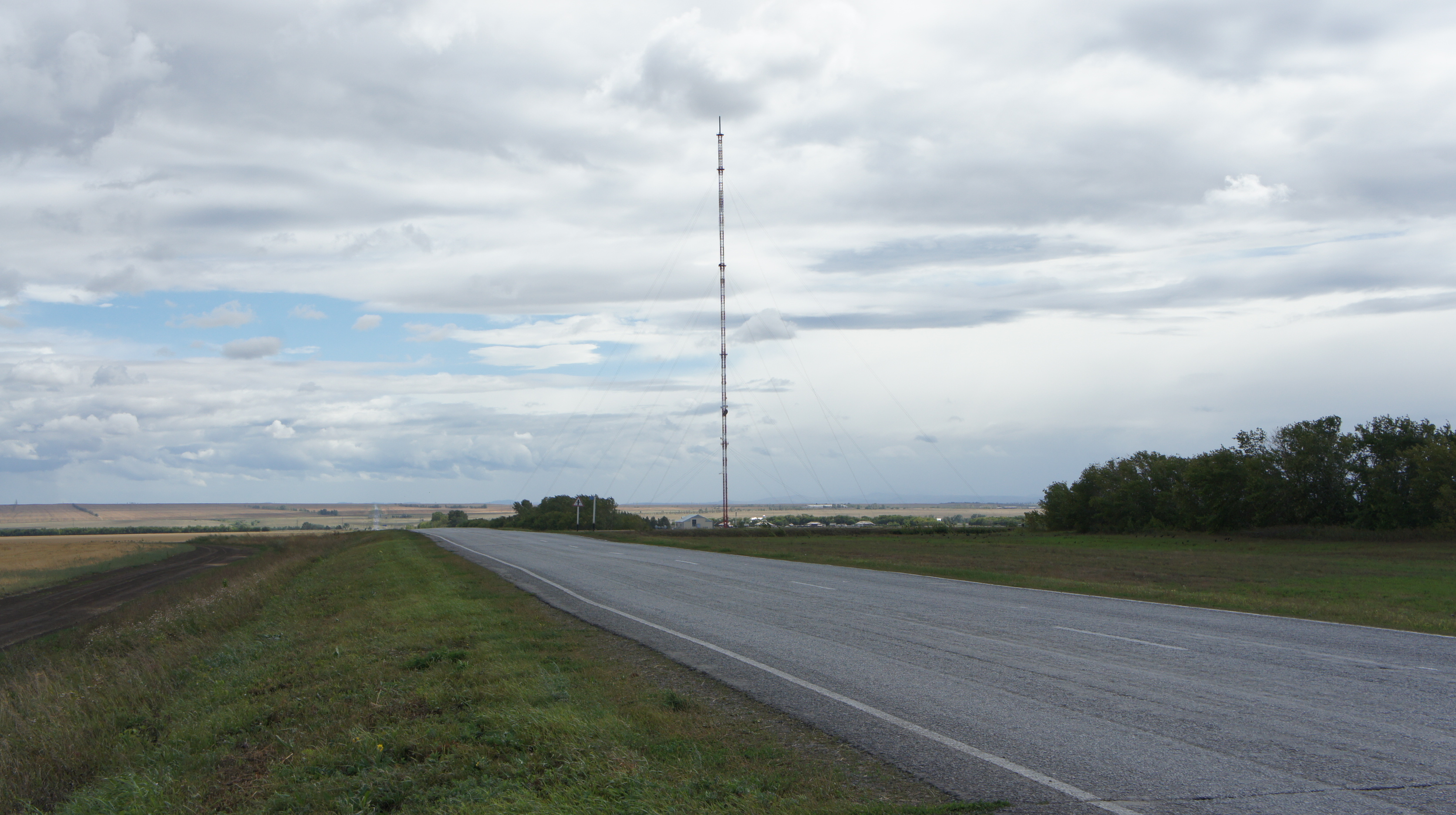
Sendemast Ust-Kalmanka

Bei Ust-Kalmanka steht am linken Ufer des Tscharysch seit 1979 ein Sendemast für die Übertragung von Radio- und Fernsehprogrammen. Mit einer Höhe von 350 Metern gehört er zu den höchsten Bauwerken im asiatischen Teil Russlands.

## Verkehr
Straßenverbindung besteht in nördlicher Richtung in das gut 60 km entfernte Aleisk (wo sich auch die nächstgelegene Bahnstation befindet) an der Fernstraße A349 Nowoaltaisk – Barnaul – Rubzowsk – kasachische Grenze. Nach Süden führt diese Straße weiter in das bereits im Altaigebirge gelegene Rajonzentrum Tscharyschskoje (nicht zu verwechseln mit dem wenige Kilometer nördlich von Ust-Kalmanka am jenseitigen Ufer des Tscharysch gelegenen gleichnamigen Dorf, durch das die Straße ebenfalls verläuft und bei dem sie den Fluss quert). Lokalstraßen zweigen unweit Ust-Kalmanka von dieser Straße in nordöstlicher Richtung in das benachbarte Rajonzentrum Ust-Tscharyschskaja Pristan am Ob nahe der Mündung des Tscharysch sowie nach Osten in Richtung Petropawlowskoje am Anui ab.